# こどもののみもの
こどもののみものは、サンガリアが製造・販売する炭酸飲料である。2006年発売開始。

## 概要
サンガリアは「あわだち飲料」としており、ビールのように泡が立つ。
色もビールに似せており茶色に近い色合いをしている。
姉妹商品として「こどもののみもの 女の子」も発売されている。
サンガリアにとっては1983年から数年で生産中止となった「ウイスパー」以来の炭酸飲料となる。
原料にDHAが含まれている。

## 商品ラインナップ
- こどもののみもの 335ml瓶（原材料 - 糖類〈果糖ぶどう糖液糖、砂糖〉、ガラナエキス、DHA含有精製魚油、りんごエキス、炭酸、香料、酸味料、乳酸Ca、カラメル色素、ビタミンC、安定剤〈アルギン酸エステル〉、ビタミンB2）
- こどもののみものスパークリング赤 335ml瓶（原材料 - ぶどう〈アメリカ〉、果糖ぶどう糖液糖、炭酸、香料、酸味料、乳酸Ca、ビタミンC）

## 類似商品
- こどもびいる
- よいこの泡びぃ
- インカ・コーラ
- 北海道ビートサイダー セピアのしげき